# Lafte
Laftekonstruktion er en metode til samling af vandrette tømmerbjælker, der danner vægge i en bygning.
| Byggeri og bygningsdele | Spire Denne artikel om byggeri og bygningsdele er en spire som bør udbygges. Du er velkommen til at hjælpe Wikipedia ved at udvide den. |